# 愛新覚羅奕ソウ
惇親王奕誴（えきそう）は、道光帝の第五皇子である。

## 生涯
道光11年（1831年）6月15日に誕生。生母は祥妃鈕祜禄氏である。
道光15年（1835年）12月15日、天然痘にかかり、快癒を祈願するための儀式が行われた。この際、祥妃は昇平署（宮廷の楽団）の宦官に恩賞を与えたが、道光帝は通常の慣例に従わず、これらの宦官に何の恩賞も与えなかった。この冷遇は、道光帝が奕誴の母・祥妃を嫌っていたためとされる。
道光21年（1841年）4月26日、道光帝は奕誴ら皇子たちに対し、曹八里屯の一時安置所で惇恪親王綿愷の棺の出発を見送り、献酒の儀式を行うよう命じた。
道光26年（1846年）1月、奕誴は綿愷の養子となり、多羅惇郡王の爵位を継承した。
咸豊元年（1851年）1月、皇帝が寿皇殿（歴代皇帝の位牌を祀る場所）で儀式を行う際、惇郡王奕誴は柳樹井の柵欄（宮廷の門）を通って入殿したが、このとき、満洲鑲黄旗（上三旗の一つ）の歩兵隊長・善興らが彼を阻止することはなかった。
同治4年（1865年）、宗人府宗令（皇族の戸籍や管理を司る長官）に任命される。
光緒15年（1889年）1月19日に薨去し、諡号を「勤」と賜る。同日、光緒帝は陀羅経被（仏教経典を織り込んだ布）を下賜し、総管内務府大臣・師曾に葬儀を執り行わせた。さらに、光緒帝は西太后とともに奕誴の邸宅を訪れ、弔問の儀式を行った。

## 家族

### 妻妾
- 嫡福晋：烏梁海済爾默特（ウリャンカイ・ジルメト）氏 - 喀喇沁（カラチン）部の扎薩克（ジャサク）・杜棱郡王色伯克多爾濟の娘。
- 側福晋：赫舍里（ヘシェリ）氏 - 領隊大臣貴文の娘。
- 側福晋：王佳氏 - 全祥の娘。
- 側福晋：富佳氏 - 富徳の娘。
- 庶福晋：李佳氏 - 李成の娘。
- 庶福晋：趙佳氏 - 都赫額依の娘。

### 子女
男子8人（うち5人が爵位を受ける）
- 載濂 - 長男（母：側福晋赫舍里氏）。初め、一等輔国将軍 に封じられ、その後 輔国公に昇進。貝勒を襲爵し、さらに郡王の称号を加えられる。光緒25年（1899年）に頭品頂戴（最高級官帽）を賜るり、光緒26年（1900年）、義和団を庇護したため爵位を剥奪。その後、弟の載瀛が爵位を継承。
- 載漪 - 次男（母：側福晋赫舍里氏）。嘉慶帝の第四皇子瑞親王綿忻の養子となる。瑞郡王 奕誌（元名：奕約） の後を継ぎ、貝勒を襲爵、その後、端郡王に昇進。息子溥儁は一時「皇太子」に擁立されるが、廃される。
- 載澜 - 三男。三等輔国将軍に封じられ、のちに不入八分輔国公へ昇進。義和団を庇護したため爵位を剥奪され、新疆へ流罪となる。
- 載瀛 - 四男。二等鎮国将軍に封じられ、その後不入八分輔国公 の称号を加えられる。兄の載濂の爵位を継ぎ、貝勒となる。
- 載津 - 五男（母：側福晋王佳氏）。二等鎮国将軍に封じられ、その後、不入八分輔国公の称号を加えられる。
- 載泩 - 六男（夭折）
- 載浵 - 七男（夭折）
- 載灝 - 八男（夭折）